# Jack Baxter
Jack Baxter (ur. 20 sierpnia 1920 w Camperdown, zm. 27 sierpnia 2004) – australijski rugbysta grający na pozycji filara młyna, reprezentant kraju.
Początkowo uprawiał rugby league i futbol australijski, w rugby union zaczął grać w Kiwi Club w Melbourne, następnie związany był z klubem Easts w Sydney. Wybierany był do stanowej drużyny, w której zagrał czternaście razy. W 1949 roku zadebiutował w australijskiej reprezentacji w meczu z New Zealand Māori, następnie udał się z nią na tournée do Nowej Zelandii, gdzie Wallabies po raz pierwszy zwyciężyli w wyjazdowej serii meczów z gospodarzami i odzyskali Bledisloe Cup. W 1950 roku został ciężko ranny w eksplozji na HMAS Tarakan odnosząc ciężkie rany, złamania i poparzenia. Pomimo wielu miesięcy spędzonych w szpitalu doszedł do pełnej sprawności fizycznej i ponownie zagrał przeciwko All Blacks w latach 1951 i 1952. Łącznie dla australijskiej reprezentacji rozegrał dziewięć testmeczów nie zdobywając punktów.